# Gambias damlandslag i volleyboll
Gambias damlandslag representerar Gambia i volleyboll på damsidan. Laget deltog i afrikanska spelen 2023 (som spelades 2024) och i kvalet till VM 2014.